# Автошлях E661
Європейський маршрут E661 — європейський автомобільний маршрут категорії «В» від міста Балатонкерештур, Угорщина, до міста Зениця, Боснія і Герцеговина. Траса, загальною довжиною 449 км, поєднує озеро Балатон, найбільше в Центральній Європі, із Боснією.

## Маршрут
Е661 проходить через такі міста:
- Балатонкерештур, Надьатад, Барч (Угорщина);
- Терезино Поле, Вировитиця, Грубишно-Поле, Дарувар, Пакрац, Ліпік, Окучані, Стара Градишка (Хорватія);
- Баня-Лука, Яйце (громада), Доні-Вакуф, Нові-Травнік, Зениця (Боснія і Герцеговина).

## Розшифрування знаку Е661
Номер маршруту (три цифри) свідчить про належність траси до відгалужених і сполучених шляхів:
- Е — позначка мережі європейських автошляхів;
- перша цифра «6» — збігається з номером найближчої основної дороги, що розташована на північ;
- друга цифра «6» — збігається з номером найближчої основної дороги, що розташована на захід;
- третя цифра «1» — порядковий номер.

## Цікавинки маршруту Е661
Міста Дарувар і Ліпік приваблять мінеральними водами. У Вировитиці можна побачити козацький слід в історії міста; відвідати замок Пеячевичів, пам'ятку архітектури пізнього бароко. Зачарує водоспадом місто Яйце (громада). Відоме своєю історичною в'язницею місто Стара-Градишка. Місто-побратим українського міста Львова боснійське місто Баня-Лука, де мешкає близько 700 українців.